# Mednoye
Mednoye (em russo:  Ме́дное) é uma vila no distrito de Kalininsky, na província de Tver, localizada ao longo do rio Tvertsa, 28 km a oeste da cidade de Tver, na auto-estrada Moscou — São Petersburgo, Rússia. Sua população, pelo censo de 1992, é de 3.047 habitantes.
A mais antiga menção à vila data de documentos século XIV, como sendo uma propriedade de um dos boiados de Tver. Nos séculos XIV e XV a vila prosperou devido à sua localização ma estrada que ligava Tver a Torzhok e a Novgorod. Na segunda metade do século XVI, durante o período de Ivan, o Terrível, havia 104 casas e propriedades na vila. No século XIX, Mednoye foi um entreposto de comércio na rota Moscou — São Petersburgo.
Durante a Segunda Guerra Mundial, a vila foi palco de uma grande batalha de tanques em outubro de 1941, que fez parte da Batalha de Moscou. Também tornou-se conhecida como local de uma execução em massa de prisioneiros de guerra poloneses levada a cabo pela NKVD, a polícia secreta soviética. Entre 3 e 19 de abril de 1940, 6.311 oficiais poloneses do campo de concentração de Ostashkov foram ali executados, durante o que ficou conhecido com Massacre de Katyn.
Além do cemitério de guerra de Katyn, o marco pelo qual a cidade é mais conhecida atualmente e que ocupa uma área de 1,7 hectares onde se encontram 25 sepulturas coletivas com os restos de mais de seis mil soldados poloneses, outros pontos importantes de visitação são a Igreja de Nossa Senhora de Kazan, construída em 1724 e a casa-memorial do tenor lírico Sergei Lemeshev.